# Grandes affaires criminelles
 (janvier 2014).
Grandes Affaires criminelles est le nom d'une collection des éditions De Borée.

## Concept
Créée en 2004 et initialement sous-collection de la collection Histoire et documents coordonnée par Jean-Michel Cosson, elle est une collection à part entière depuis 2008. 
Déclinée par département, puis par région ou par thème, la collection des « Grandes Affaires criminelles » (surnommée « GAC ») est la principale collection de true crime en France. Focalisée sur la criminalité de l'hexagone des XIXe et XXe siècle, elle compte plus de 250 titres en 2013. De 2007 à 2010, son responsable fut Anthony Frot, principal acteur du développement de la collection auquel a temporairement succédé Nathalie Faure, puis Céline Hyrien. Comme auteur, on compte essentiellement des professeurs agrégés, des universitaires, des journalistes spécialisés, des universitaires, des policiers. En 2016, le repreneur des éditions de Borée a délaissé la collection arrivée à maturité. Après une décennie d'exploitation, cette dernière est abandonnée en 2018.

## Les auteurs
- Christophe Belser
- Michel Benoit
- Jean-Michel Bessette
- Vincent Brousse
- Serge Cosseron
- Charles Bottarelli
- Jean-Michel Cosson
- Bruno Dehaye
- Roger Delaporte
- Thierry Desseux
- Alain Dommanget
- Alain Fisnot
- Jean-Charles Gonthier
- Philippe Grandcoing
- Bernard Hautecloque
- Sylvain Larue
- Jean-Marc Loubier
- Michel Malherbe
- Gérald Massé
- Nathalie Michau
- Jean-François Miniac
- Rudi Molleman
- Pascal Nourrisson
- Jacques Rouzet
- Bernard Schaeffer
- Jean-Michel Valade
- Jean-François Vial
- Gisèle Vigouroux
- Marie-Pascale Vincent
- Frédérique Volot
- Danièle Vaudrey

## Déclinaison de la collection en bande dessinée
De 2010 à début 2013, la sous-collection BD  «Les Grandes Affaires criminelles et mystérieuses» a compté dix albums, chacun d'eux traitant d'une des plus médiatiques affaires criminelles françaises du XXe siècle. N'ayant pas reçu l'accueil public escompté, cette déclinaison ayant eu pour principaux maîtres d'œuvre Céline Hyrien et Julien Derouet dit Julien Moca a été abandonnée en 2012. Les dessinateurs furent Stéphane de Caneva, Frank Leclercq, Laurent Seigneuret et Marcel Uderzo, entre autres.